# Bromuro de tetrabutilamonio
El bromuro de tetrabutilamonio (TBAB, por sus siglas en inglés) es una sal de amonio cuaternario con un bromuro que se utiliza habitualmente como catalizador de transferencia de fase. Se emplea para preparar muchas otras sales de tetrabutilamonio mediante reacciones de metátesis de sales. La forma anhidra es un sólido blanco.
Además de ser barato, el bromuro de tetrabutilamonio también es respetuoso con el medio ambiente, tiene un mayor grado de selectividad, es sencillo desde el punto de vista operativo, no es corrosivo y también se puede reciclar fácilmente.

## Preparación y reacciones
El bromuro de tetrabutilamonio puede prepararse mediante la alquilación de tributilamina con 1-bromobutano.
El bromuro de tetrabutilamonio se utiliza para preparar otras sales del catión tetrabutilamonio mediante reacciones de metátesis salina.
Sirve como fuente de iones bromuro para reacciones de sustitución. Es uno de los catalizadores de transferencia de fase más utilizados. Como su punto de fusión es ligeramente superior a 100 °C y disminuye en presencia de otros reactivos, puede considerarse un líquido iónico.

## Papel en la formación de semiclatratos
El TBAB está siendo ampliamente estudiado como promotor termodinámico en la formación de hidratos de semiclatratos que reduce en gran medida los requisitos de presión y temperatura para la formación de hidratos de gas.